# Béla Fleck and the Flecktones (album)
Béla Fleck and the Flecktones è il primo album della band Béla Fleck and the Flecktones ed è stato pubblicato nel 1990. Ha raggiunto il 17º posto nella "Billboard Top Contemporary Jazz Album chart. Ai Grammy Award del 1997 una versione dal vivo di The Sinister Minister ha vinto il premio per la miglior performance pop strumentale.

## Tracce
1. "Sea Brazil" – 3:43
2. "Frontiers" – 6:08
3. "Hurricane Camille" – 2:38
4. "Half Moon Bay" – 5:09
5. "The Sinister Minister" – 4:38
6. "Sunset Road" – 5:04
7. "Flipper" – 4:21
8. "Mars Needs Women: Space is a Lonely Place" – 5:01
9. "Mars Needs Women: They're Here" – 3:30
10. "Reflections of Lucy" (Fleck, John Lennon, Paul McCartney) – 3:38
11. "Tell It to the Gov'nor"  – 4:06

## Musicisti
- Béla Fleck – banjo
- Howard Levy – armonica a bocca, tastiera, Jew's harp, güiro
- Roy "Future Man" Wooten – Synth-axe, Drumitar
- Victor Wooten – basso